# Полтавське шосе (Дніпро)
Полтавське шосе — вулиця в Амур-Нижньодніпровському районі Дніпра в місцевостях Кам'янка, Млинки (західна частина Кам'янки) , Конюшівка.
Шосе є складовою національного автошляху Н 31 Дніпро-Решетилівка.
Починається від Передової вулиці, що раніше була транспортним шляхом на Кобеляки; йде Кам'янкою на захід; коли ліворуч починається кам'янська місцевість Млинки, й праворуч положені Карпенківське озеро та Конюшівка Полтавське шосе відхиляється на північний захід; після річки Кам'янки праворуч череда садових товариств, а ліворуч ліс; після перетину Чередницького озера на адміністративній межі Дніпра з Обухівкою вливається у старе Полтавське шосе, що вже в Обухівці називається вулицею Солідарності (до 2016 року — Ленінська вулиця).
Довжина шосе — 9,1 км.

## Перехрестя
- Передова вулиця
- Приозерна вулиця
- Анадирська вулиця
- Белградська вулиця
- Робкорівська вулиця
- Мохова вулиця
- Березанівська вулиця
- Вулиця Солідарності (селище Обухівка)
- Вулиця Центральна (селище Балівка)

## Будівлі
- Санаторій «Лісовий»

## Транспорт
Полтавським шосе курсують передміські автобуси:
- № 266 — Старомостова площа — Партизанське
- № 267 — Старомостова площа — Балівка
- № 268 — Старомостова площа — Зоря
- № 10091 — Старомостова площа — кінотеатр «Мир» у Лівому Березі Кам'янського
- № 10597 — Дніпровський автовокзал — Петриківка-Царичанка-Бабайківка